# Universitatea din Cernăuți
Universitatea Națională „Iuri Fedkovîci” din Cernăuți (în ucraineană Чернівецький національний університет імені Юрія Федьковича, transliterat: Cernivețkîi naționalnîi universîtet imeni Iuria Fedcovîcea) este cea mai importantă universitate din nordul Bucovinei, situată în Cernăuți, Ucraina. A fost fondată în anul 1875, sub numele Franz-Josephs-Universität Czernowitz. După Unirea Bucovinei cu România, universitatea a primit numele de Universitatea „Regele Carol I” din Cernăuți.

## Istoria

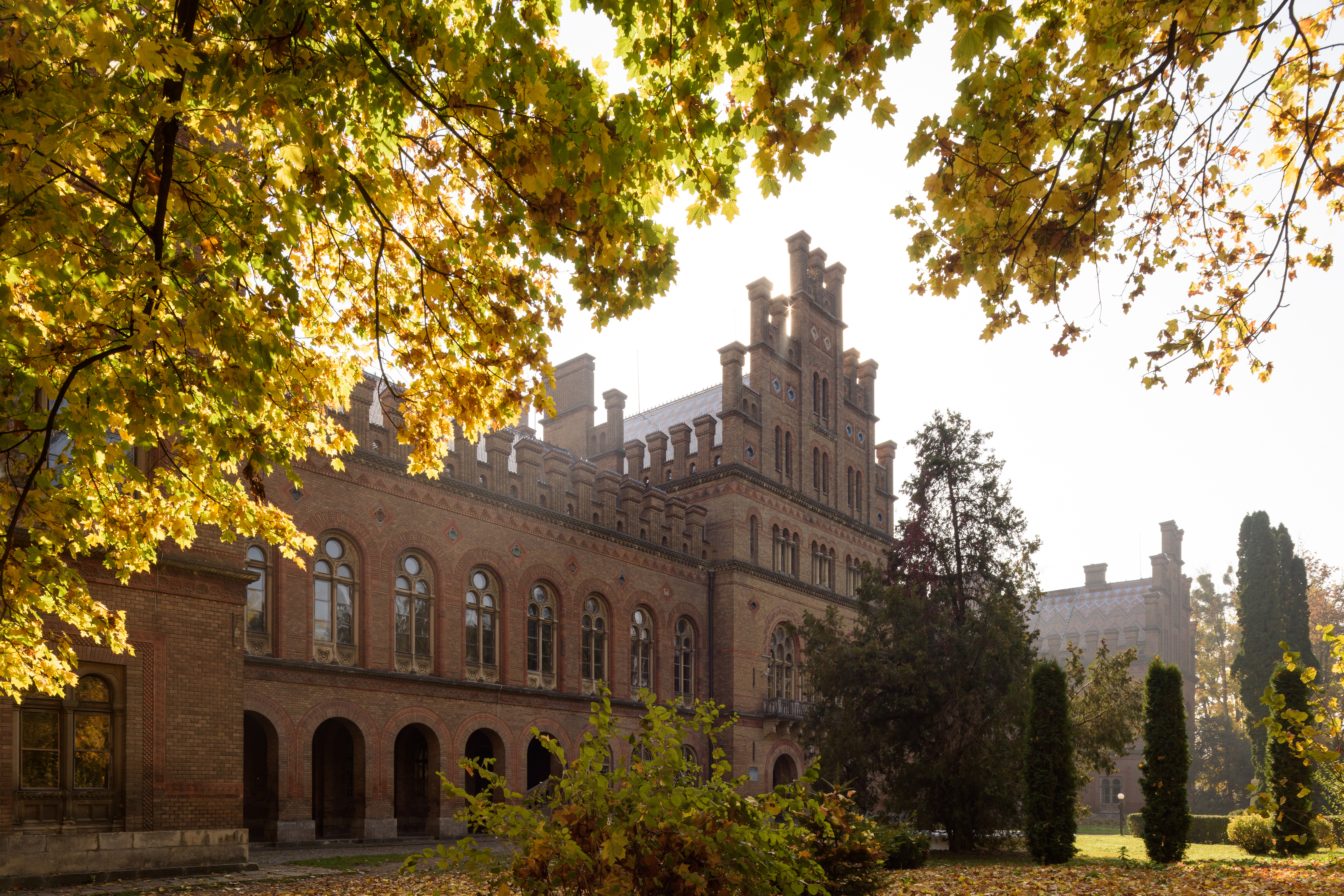
Exteriorul (2)

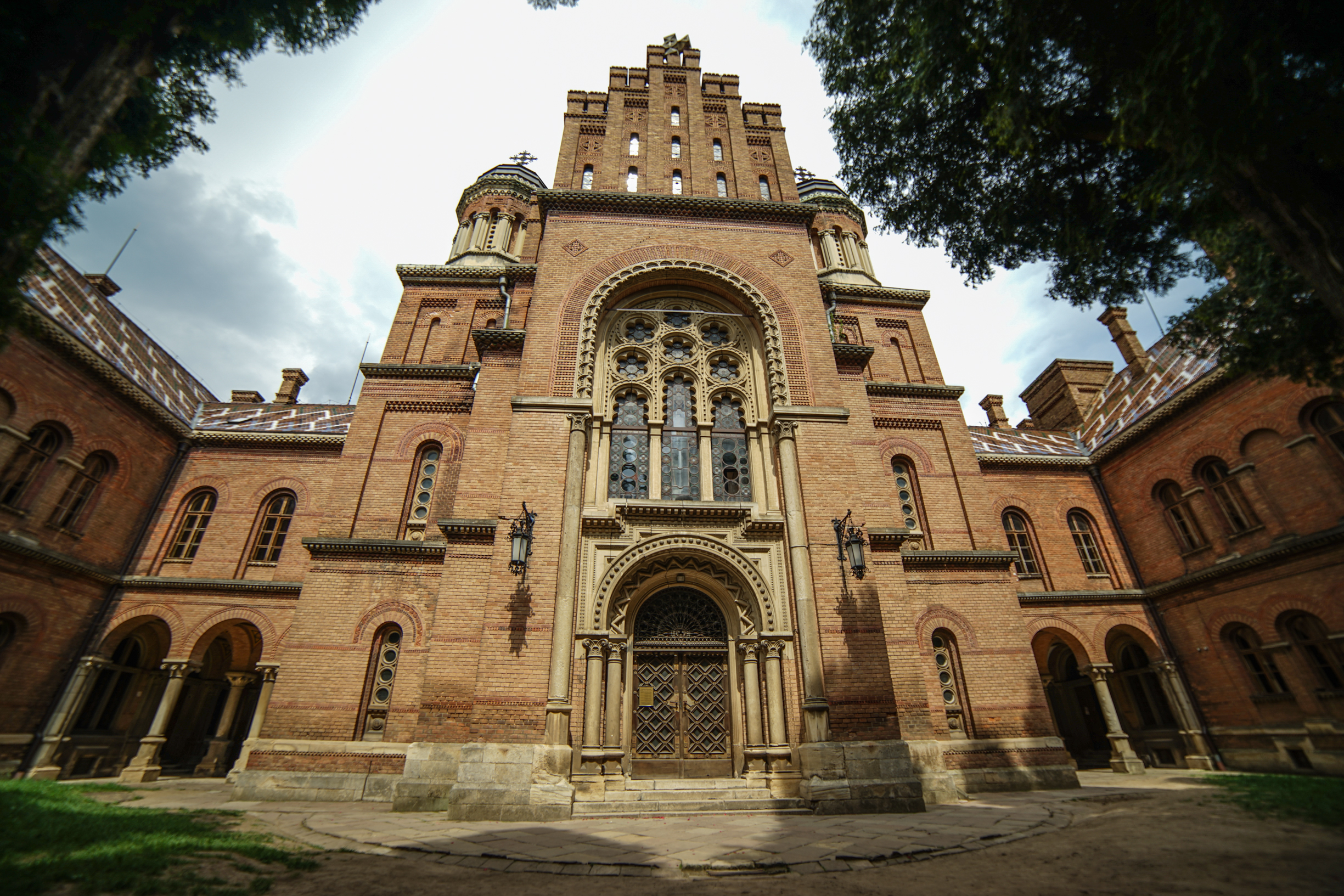
Exteriorul (3)

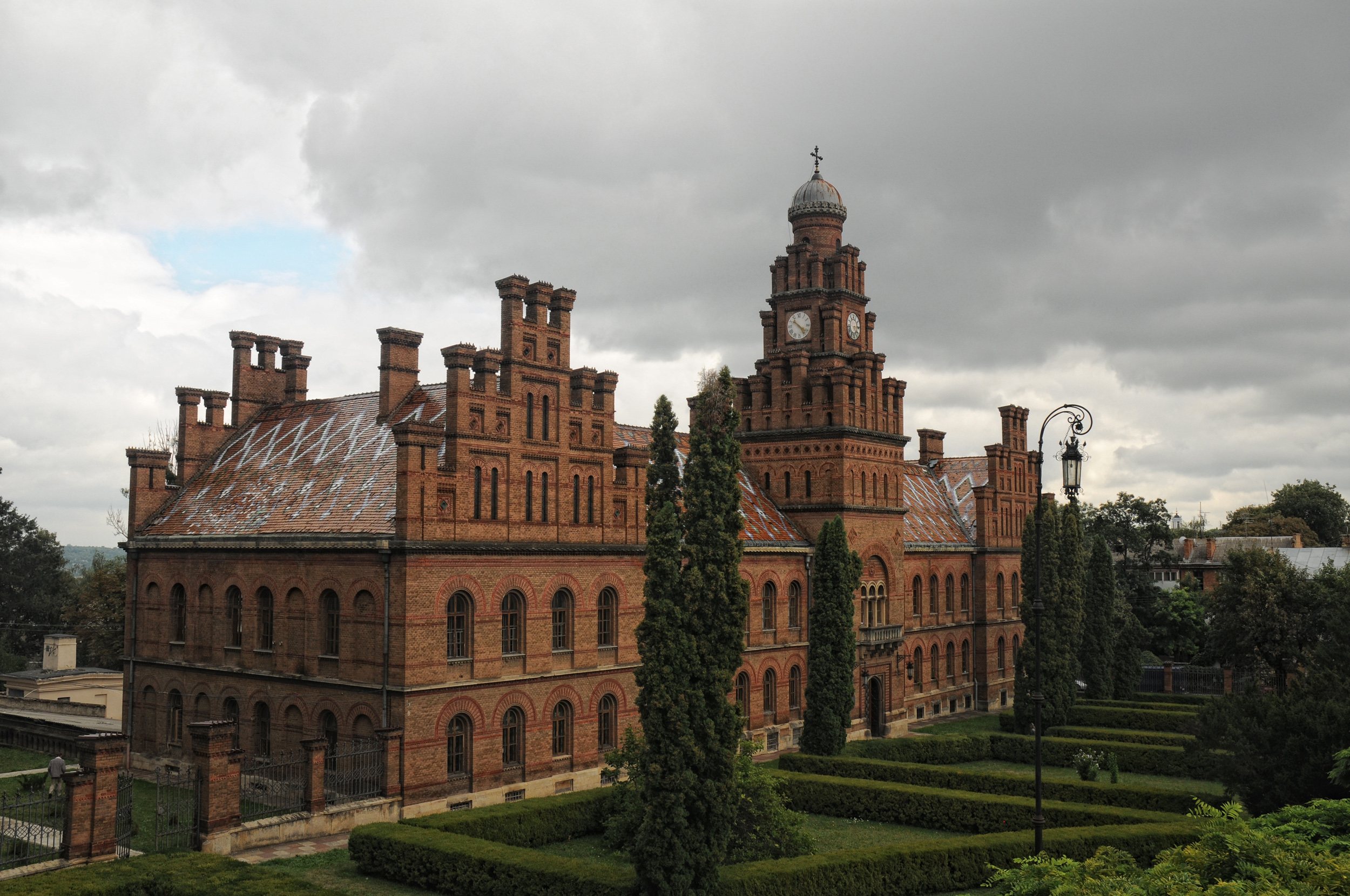
Exteriorul (4)

În 1866 Imperiul Austriac pierduse războiul împotriva Prusiei, punând capăt Confederației Germane, urmată de întemeierea Imperiului German în 1871. Împăratul austriac Francisc Iosif I s-a concentrat asupra forței și demonstrațiilor de putere în ținuturile estice ale coroanei. Universitatea din Liov (în germană: Lemberg) s-a polonizat aproape în totalitate, în timp ce Universitatea din Cluj (înființată în 1872) a putut lua ființă doar ca instituție de învățământ superior cu limba de predare în maghiară, deși ministrul religiilor și educației publice, József Eötvös, ceruse ca universitatea să aibă ca limbi de predare maghiara, germana și româna. Prin urmare, nevoia pentru o universitate cu de predare în limba germană a devenit tot mai mare, neexistând o astfel de universitate în jumătatea estică a imperiului. Planurile pentru o universitate germanofonă au fost modelate după înființarea din 1872 a Universității "Împăratul Wilhelm" din Straßburg (Straßburg Kaiser-Wilhelms-Universität), numită după monarhul german Willhelm I, în Alsacia-Lorena anexată.

Constantin Tomașciuc în 1875

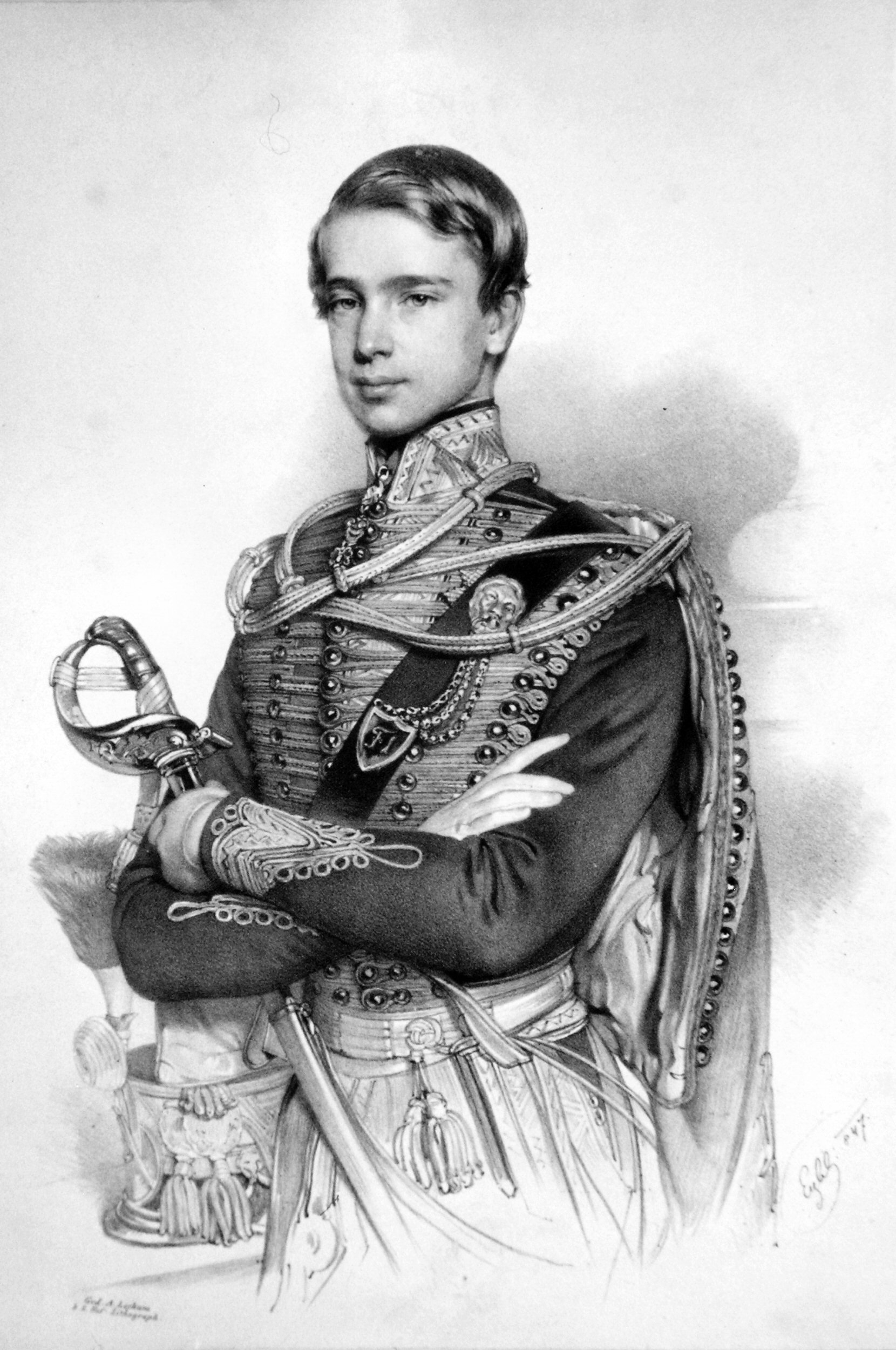
Împăratul Franz Joseph I, fondatorul universității (litografie din 1847)

Instituția a fost inaugurată pe 4 octombrie 1875 (la 100 de ani de la încorporarea Bucovinei în Imperiul austriac, ziua de 4 octombrie fiind ziua onomastică a împăratului Francisc Iosif, mai precis ziua Sfântului Francisc de Assisi) cu numele de K.K. Franz-Josephs-Universität Czernowitz (Universitatea Chezaro-Crăiască "Francisc Iosif" din Cernăuți), pe bazele seminarului teologic (care exista din 1827), limba de predare fiind limba germană, cu departamente separate pentru limba și literatura română și ucraineană. Ceremonia de deschidere a fost somptuoasă, participând delegații din majoritatea universităților din Austro-Ungaria și Germania, inclusiv de la Universitatea din Strasboug, anterior menționată. Poetul Joseph Victor von Scheffel a scris un poem laudativ pentru acest eveniment semnificativ din istoria Bucovinei. În perioada dominației austriece, universitatea avea 3 facultăți: teologie ortodoxă, drept și filosofie. În această perioadă, corpul studențesc se compunea din circa 20-25% români și ucraineni, majoritatea studenților fiind evrei și germani. Primul rector al acestei universități a fost Constantin Tomașciuc (1840-1889), jurist și om politic liberal, cu origini atât ucrainene, cât și românești, cunoscut ca fiind cel mai bun orator din Parlamentul Austriac. Alegerea înființări unei universități la Cernăuți a fost una dificilă, deoarece existau cereri de înființare a unei universități și în multe alte orașe din imperiu, precum Salzburg, Triest, Ljubljana (Laibach), Olomouc (Olmütz) sau Brno (Brünn), dar acestea nu au avut același succes. În epocă, Universitatea din Cernăuți era cunoscută sub numele de Alma Mater Francisco-Josephina. Era singura universitate din întreg imperiul unde se putea studia teologia ortodoxă.
Deși universitatea avea un prestigiu enorm și oferea studenți bine instruiți, aceasta a fost și criticată, datorită poziționării sale, care sugera mai curând provincialism, dar și din cauza problemelor legate de caracterul cosmopolit al locului.
Nicolae Iorga spunea despre Universitatea din Cernăuți că este "o universitate germană pentru evrei" . Un alt istoric, Theodor Mommsen (laureat al Premiului Nobel), spunea despre această universitate că este o "colonie penală chezaro-crăiască" (în germană: k.u.k. (kaiserlich und königlich) Strafkolonie).

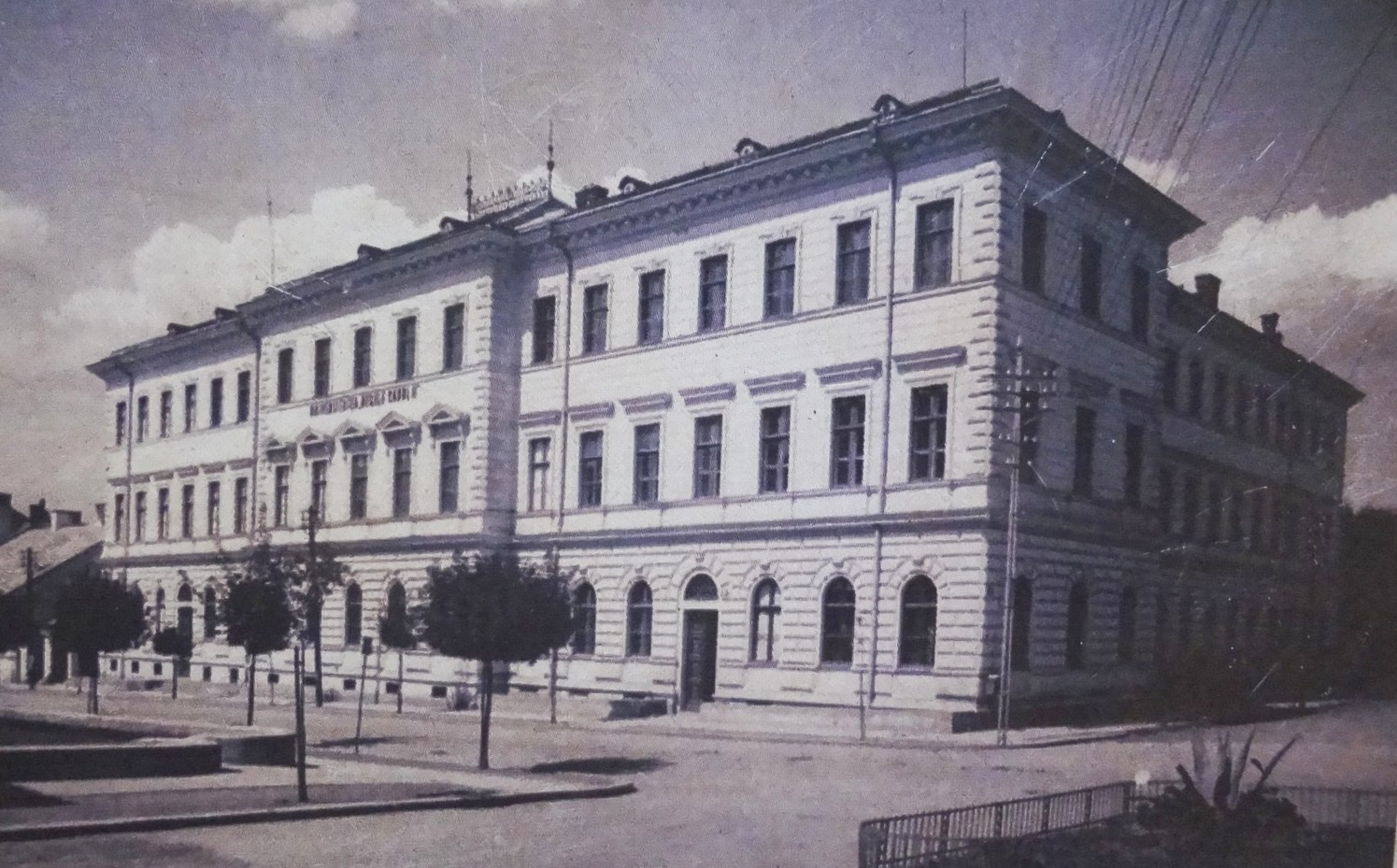
Vechiul sediu principal a universității

Deschiderea Universității din Cernăuți a avut un puternic rol pozitiv și asupra românilor, chiar dacă cursurile se predau în limba germană. Unii tineri nu mai plecau pentru studii la Viena sau la alte universități europene, ci rămâneau acasă, în Bucovina natală. Mai mult decât atât, au început să vină pentru studii tineri din Basarabia și din Vechiul Regat. La Facultatea de Teologie ortodoxă veneau studenți tineri din cele trei mitropolii ortodoxe: mitropolia Bucovinei și Dalmației, cea a Transilvaniei și cea de la Karlowitz (sau Carloviț), precum și ortodocși din țările vecine: Regatul României, Principatul Serbiei, Principatul Bulgariei, Imperiul Rus. Numărul de studenți români a fost aproape egal cu cel al ucrainenilor, până la 1918. Majoritatea studenților erau etnici evrei sau germani. În anul 1912, biblioteca universitară de aici ocupa poziția 72 pe lista celor mai bogate biblioteci ale lumii. Cea mai valoroasă carte care se mai păstrează în biblioteca universității este un document din secolul al XIII-lea, redactat în latină, dar mai există și alte cărți valoroase, precum cele care au aparținut împărătesei Maria Louise, fiica împăratului Francisc I, respectiv nevasta împăratului Napoleon Bonaparte. Printre cei care au contribuit la îmbogățirea bibliotecii se numără mari personalități culturale precum Karol Mikuli sau Mihail Kogălniceanu. 
În Primul Război Mondial, Cernăuțiul se afla în mijlocul Puterilor Centrale și ale Antantei, fiind grav afectat de acest conflict. S-a propus mutarea la Salzburg, dar profesorii Eugen Ehrlich și Joseph Schumpeter s-au opus. Heinrich Singer, un fost rector al acestei universități, chiar a scris un pamflet de 70 de pagini prin care se împotrivea mutării la Salzburg. Universitatea și-a reluat activitatea în iunie 1918, urma semnării Tratatului de la Brest-Litovsk, dar nu pentru mult timp.
 

După dizolvarea Monarhiei Dualiste la 1918, odată cu terminarea Primului război mondial, Bucovina e integrată în Regatul României (unirea fiind decisă în sala de marmură a palatului mitropolitan) și universitatea și-a schimbat denumirea în Regele Carol I / Universitatea Carolină din Cernăuți. Această personalitate nu avea însă vreo legătură directă cu orașul sau cu universitatea cernăuțeană, făcând doar o scurtă oprire în gara orașului în vara anului 1898. Universitatea a mai purtat numele regelui Ferdinand I Întregitorul (asemenea Universității din Cluj). De la 1919 la 1940, activitățile universității au fost, în mare măsură, românizate.

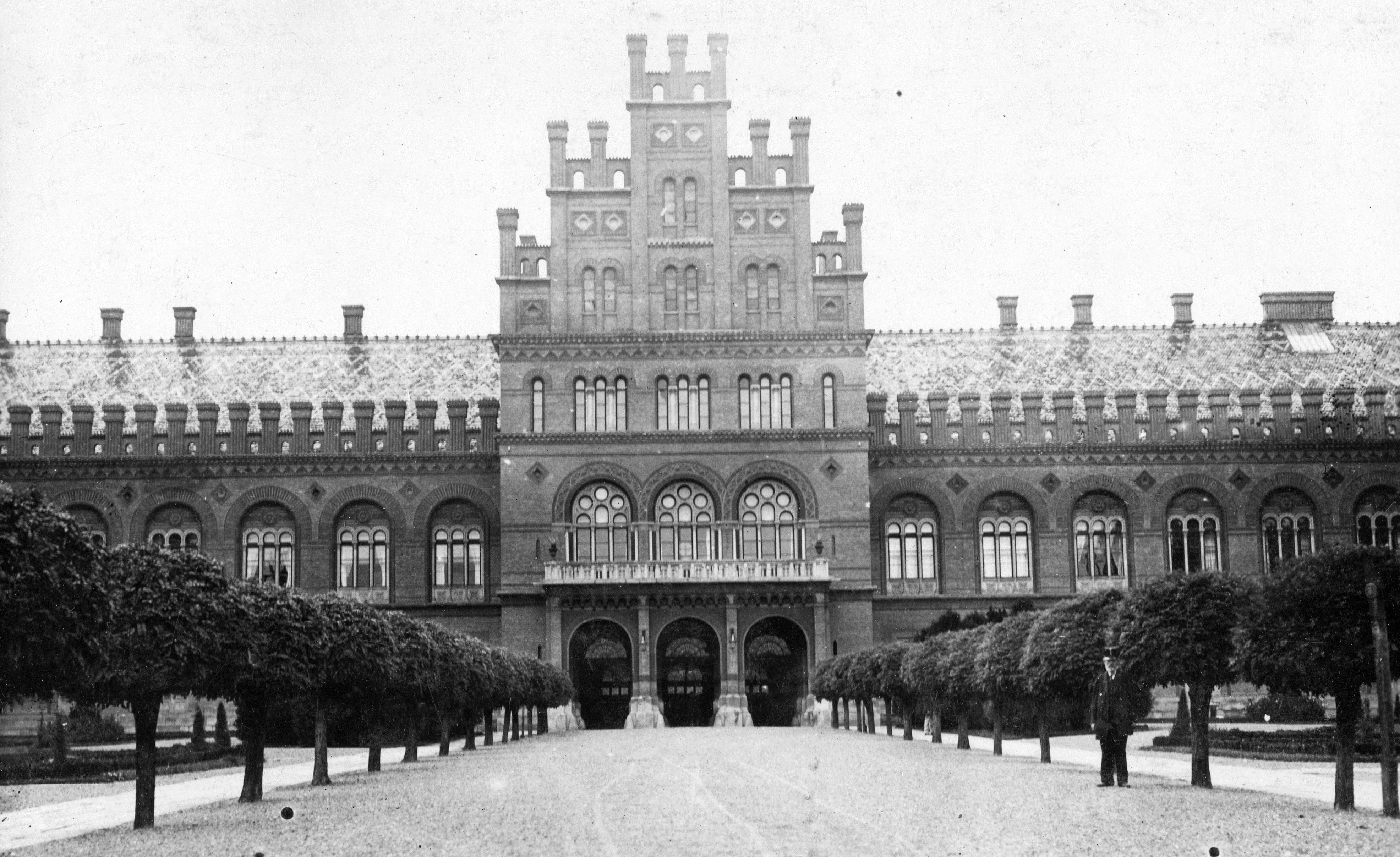
Reședința Mitropoliților Bucovinei și Dalmației în anul 1917. În această clădire se afla sediul mitropolitului, care tot timpul a fost un etnic român; astăzi servește drept clădirea rectoratului.

Pentru problema reorganizării Universității din Cernăuți s-au dus lungi dispute în primăvara și vara anului 1919. O delegație compusă din Franz Lang, Alfred Kohlruss și Alois Lebouton au pledat pentru păstrarea universității germane. Împotriva acestora erau naționaliștii radicali conduși de Ion Nistor, care pledau pentru o românizare cât mai rapidă a instituției de învățământ și eliminarea totală a elementului german. Argumentul lui Ion Nistor era acela că universitatea germană nu a fost creată pentru promovarea culturii, ci pentru a controla cât mai eficient această regiune din punct de vedere politic de austrieci. Totodată se preciza faptul că „roadele acestui imperialism cultural au fost filozofia lui Nietzsche, istoriografia lui Treitschke, opera lui Wagner și diplomația lui Bismarck, al căror rezultat și realizare practică l-am văzut în măcelul mondial ce abia s-a potolit" (Glasul Bucovinei, nr. 70, 29 ianuarie/11 februarie 1919). În viziunea lor, românizarea universității ar fi singura opțiune prin care s-ar putea promova cultura veritabilă. În cele din urmă, universitatea s-a românizat, iar învățământul în limba germană a luat sfârșit. La 1920, au fost 1.671 de studenți înscriși. La 1933, 3.247 studenți au venit aici: 2.117 rumâni, 679 jidani, 199 nemți, 155 ruteni, 57 leși, 26 muscali și 4 de alte etnii. Istoricul Ion Nistor, puternic susținător al naționalismului românesc, a fost mult timp rectorul universității.

Situația Universității din Cernăuți în perioada interbelică a fost confuză și delicată. Paradoxal, în interiorul universității au dominat atât ideologiile de extremă dreaptă (așa cum a fost cazul și în celelalte universități românești și europene), cât și sionismul. Orașul încă avea o componentă evreiască semnificativă. Aici au locuit numeroase personalități remarcabile cu origini evreiești, precum Wilhelm Stekel (unul din cei mai apropiați elevi ai lui Sigmund Freud și fondatorul primei societăți de psihanaliză) sau antropologul Andrei Oișteanu. Aici s-a născut și a studiat, în perioada dintre cele două războaie mondiale, scriitorul Paul Celan, considerat a fi unul din cei mai mari moderniști de limbă germană (fiind și profesor de limbă germană la École normale supérieure, la un moment dat). Ba chiar aici a avut prima conferință internațională de limbă idiș, organizat în 1908 de Nathan Birnbaum. Istoricul Mircea Eliade, care a vizitat orașul în 1922, spunea că cel mai frapant lucru pe care l-a observat este numărul covârșitor de firme care purtau nume evreiești. Din aceste motive Cernăuțiul a fost supranumit și "Ierusalimul de pe Prut". Mulți absolvenți ai acestei universități au devenit oameni politici importanți ai statului Israel. În altă ordine de idei, biblioteca acestei universități dispunea de cca. 16000 de volume, fiind cea mai bogată bibliotecă universitară de pe întreg teritoriul României Mari. Actualul sediu a bibliotecii universitare, construit în stil neo-clasic, a fost ridicat în timpul domniei regelui Carol al II-lea. Un alt fapt care element prin care Universitatea din Cernăuți se deosebea de cele de la Iași, Cluj sau București era existența societăților studențești, tradiție rămasă de la austrieci(a se citi și romanul Memoriile unui antisemit de Gregor von Rezzori pentru detalii). 

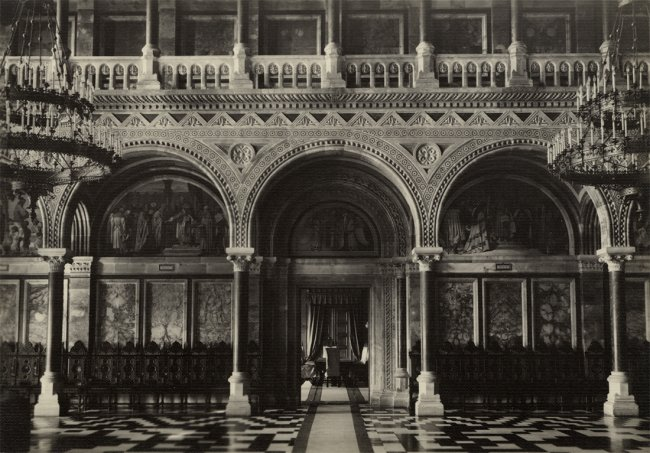
Sala Sinodului în perioada interbelică. Aici erau ilustrate scene din istoria creștinismului: visul lui Constantin cel Mare, aducerea moaștelor Sfântului Ioan cel Nou de la Trebizonda la Suceava, Sinodul de la Iași sau înființarea Fondului religios în 1786. Un incendiu a distrus sala în anul 1944. A fost reconstruită și,în prezent, îndeplinește funcția de Aula Magna.

A existat un decalaj semnificativ între Vechiul Regat, provinciile care au aparținut Austro-Ungariei și provincia Basarabia (care a făcut parte din Imperiului Țarist) în ceea ce privește gradul de dezvoltarea și alfabetizarea. Acest fapt, precum și instabilitatea politică din timpul domniei lui Carol al II-lea au reprezentat probleme semnificative pentru România Mare. Recensământul din 1930 evidențiază că și situația demografică în Bucovina de Nord era una problematică pentru stăpânirea românească, rutenii având încă o prezență semnificativă. Politica externă agresivă a liderului sovietic Iosif Vissarionovici Stalin a încercat să profite de acest lucru.
În 1939 s-a semnat Pactul Ribbentrop-Molotov, prin care s-a decis anexarea Bucovinei de Nord și a altor teritorii din Regatul României la U.R.S.S. Adolf Hitler , liderul Germaniei Naziste, a fost suprins de faptul că Moscova a cerut și nordul Bucovinei. Führerul credea că această pretenție teritorială este una nefondată, în primul rând pentru că această regiune nu a aparținut niciodată Rusiei și în al doilea rând pentru că Cernăuțiul a fost un bastion al germanității cu o universitate care fusese de limbă germană. Bucovina era un teritoriu care încă mai avea așezări cu un număr semnificativ de etnici germani, un detaliu sensibil pentru politica hitleristă. Bucovina de Nord a fost însă cedată sovieticilor.
Prin acțiunile militare ale mareșalului Ion Antonescu, Bucovina de Nord și Basarabia au fost recuperate pentru o perioadă scurtă de timp. În anul 1941 a avut loc mutarea Școlii Politehnice "Gheorghe Asachi" din Iași la Universitatea din Cernăuți, unde funcționau trei facultăți ale Politehnicii ieșene: Electromecanică, Chimie Industrială și Construcții. La 10 ianuarie 1942 au început cursurile celor trei facultăți, care au decurs normal până la 18 martie 1944, când din cauza apropierii frontului, s-au refugiat la Turnu-Severin, din județul Mehedinți. Perioada aceasta a fost una dramatică pentru orașul Cernăuți: populația evreiască a fost lichidată, anumiți ucraineni care se împotriveau politicii antonesciene au fost, de asemenea, persecutați, iar universitatea a fost devastată. În urma luptelor dintre forțele româno-germane și cele sovietice interiorul universității, precum și biblioteca, au fost distruse, pierzându-se volume și obiecte valoroase. Într-un final, Bucovina de Nord a revenit în posesia Uniunii Sovietice, superputerea lumii începând din acel moment, alături de Statele Unite ale Americii. Facultatea de Teologie a fost desființată, fiind inadecvată în cadrul doctrinei comuniste. Universitatea și-a pierdut masiv din prestigiu, dat fiind faptul că în acea perioadă propaganda era mai privilegiată decât cultura. Biserica universității a fost transformată într-un depozit de cereale, iar mai târziu într-o sală de calculatoare. În anul 1975 Universitatea de Stat din Cernăuți (în rusă, „Черновицкий государственный университет”)  a fost decorată cu Ordinul Drapelul Roșu al Muncii. Limba și literatura română a fost și aceasta anulată (a fost introdusă o secție pentru așa-zisa "limbă moldovenească"). Numărul de studenți români s-a micșorat drastic. Începând cu anul 1956, palatul mitropolitan început să fie renovat și, datorită ostilității regimului comunist față de cler, cele 3 clădiri din compoziția reședinței mitropolitane din Cernăuți au fost donate în întregime universității.

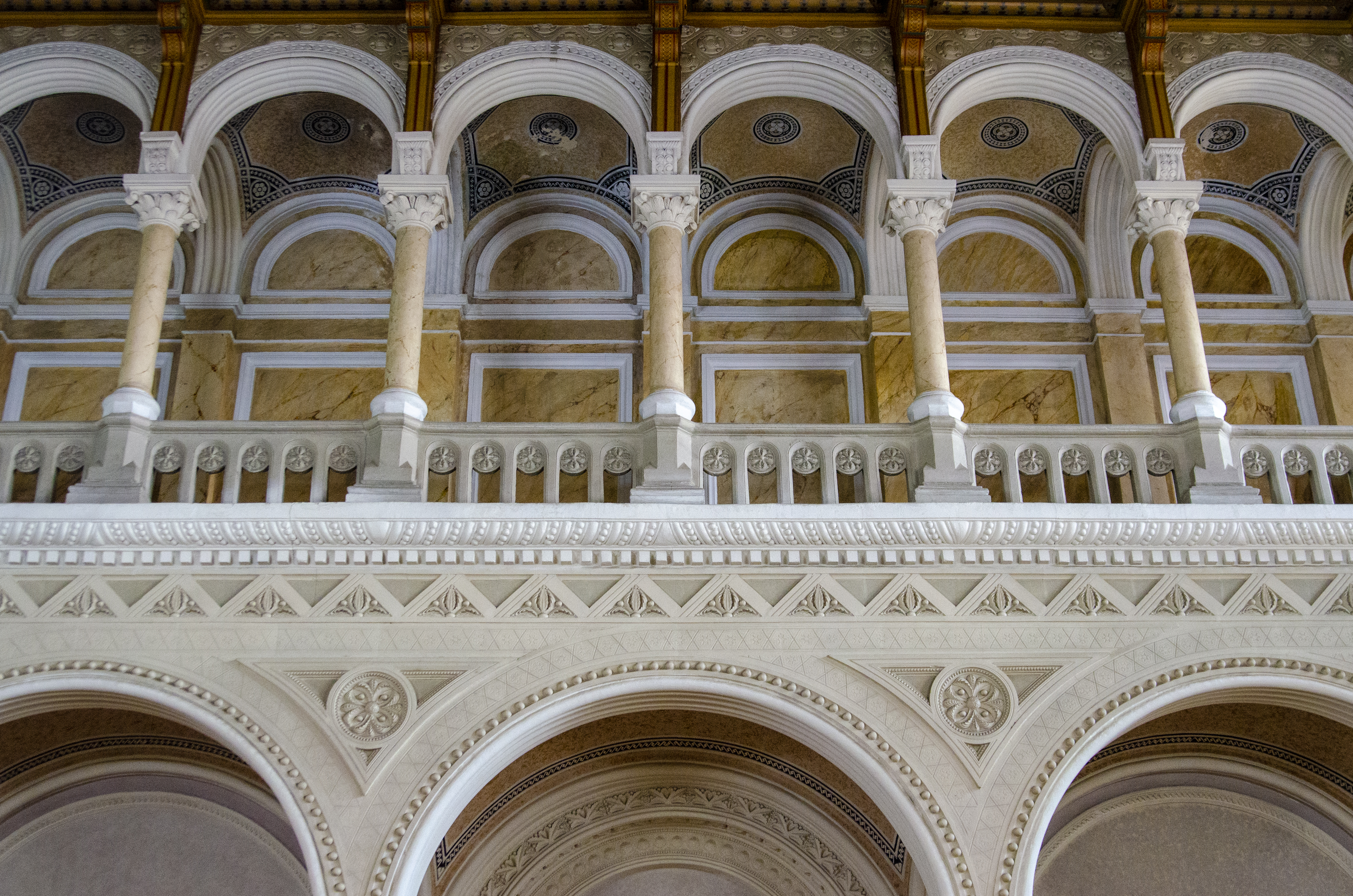
Interiorul (3)

În 1989 a fost numită după Iuri Fedkovîci, un scriitor de origine polono-ruteană din Bucovina, herald al renașterii naționale ucrainene, un om care a renunțat la privilegiile sale de nobil pentru a se dedica educației copiilor vorbitori de ucraineană din această zonă. La 24 august 1991, Ucraina și-a obținut independența față de U.R.S.S . S-a reînființat facultatea de teologie, precum și catedra de Filologie Română și Limbi Clasice (2014). Începând cu anul 2009, Universitatea Națională din Cernăuți este membră oficială a Asociației Universităților Europene..În octombrie 1999, Universitatea Cernăuți a fost admisă în rândurile membrilor de onoare ai Asociației Internaționale a Universităților „PhiBetaDelta” (SUA). Din anul 2000, Universitatea Cernăuți este membră a Conferinței Rectorilor Dunării. Dispune și de un parteneriat cu rețeaua internațională EUROSCI Network. Universitatea păstrează în continuare legături cu alte universități din România, precum cele din Suceava, Iași sau Timișoara. În octombrie 2020 a avut loc o ceremonie fastuoasă la care a participat și președintele Volodimir Zelenski, care a felicitat și decorat mai multe cadre didactice ale acestei instituții.Astăzi Universitatea din Cernăuți dispune de 10 facultăți: Fizica, Politehnica, Matematica, Chimie, Biologie, Filologie, Limbi Străine, Istorie, Geografie, Economie, Pedagogie, Drept, Filosofie si Teologie. Catedrele acestora sunt susținute de peste 900 de profesori. De la obținerea independenței a Ucrainei și până astăzi numărul de studenți români a fost scăzut, sub 5%.
Universitatea ucraineană de azi funcționează în fosta Reședință a mitropoliților Bucovinei și Dalmației din Cernăuți, ansamblu de clădiri construit între anii 1864-1882 pe baza planurilor arhitectului austro-ungar de etnie cehă Josef Hlávka. Aceasta se află, începând cu anul 2011, în patrimoniul cultural mondial UNESCO.
Ansamblul de clădiri care formează sediul principal al universității este un melanj dramatic care reflectă puterea economică și culturală a Imperiului Austro-Ungar. În anul 1864 se pun bazele impresionantei clădiri a cărei construcție a durat 18 ani. Ideile pentru acest proiect i-au venit lui Josef Halvka în timpul unei călătorii prin Europa. Pentru construcția impresionantului complex arhitectural s-a ales cel mai înalt punct din Cernăuți, la 264 metri altitudine, pe dealul Dominic. Arhitectura a avut ca inspirație, se pare, Palatul Alhambra din Granada, una din cele mai cunoscute monumente ale arhitecturii islamice. Reședința mitropoliților depune o mărturie excepțională a tradiției culturale a Bisericii Ortodoxe, dar reflectă în același timp și toleranța religioasă care exista în Bucovina. Pe clădirea turnului cu ceas (sediul Facultății de Geografie) se găsesc sculptate stele ale lui David, reprezentând un semn de respect pentru comunitatea evreiască. Au fost folosite elemente arhitecturale atât din stilul mauro-bizantin, cât și din stilul gotic sau baroc. Acoperișul este acoperit cu țiglă sticloasă, care formează un ansamblu armonios de linii colorate, amintind de alte clădiri din imperiu (de exemplu: Catedrala "Sf. Ștefan" din Viena). Zidurile sunt din cărămidă roșie. Pentru construcție s-a folosit lemn adus din Vicov și piatră din Crasna și Sucevița. Ansamblul de clădiri care formează reședința este în formă de "П", accentul picând pe clădirea din centru, fapt care creează o tensiune dramatică. Exact același efect l-a folosit Leoardo da Vinci când a pictat fresca Cina cea de taină din Milano (Santa Maria delle Grazie), unde pereții au fost proiectați astfel încât accentul să cadă pe intrarea din centrul operei de artă. La punerea pietrei de temelie au participat mai multe persoane care locuiau în oraș la acel moment, printre care și poetul Mihai Eminescu. În interior existau lucrări executate de pictorul bucovinean Epaminonda Anibal Bucevschi, absolvent al Academiei de Arte Frumoase din Viena. Lucrările au costat în total 1.830.000 de florini.
Universitatea Națională din Cernăuți dispune de numeroase alte corpuri. La baza dealului Dominic, pe strada Universității, sunt situate, una în fața celeilalte, sediul Facultății de Jurisprudență și vechiul sediul al universității, sediul original a Universității Francisca Josephina și Carolina, similar din punct de vedere arhitectural cu alte instituții de învățământ din fostul Imperiu Austro-Ungar, precum Colegiul Național Ștefan cel Mare din Suceava, de exemplu. În piața Soborna se găsește sediul Facultății de Istorie și Economie, clădire la care a lucrat același Josef Hlávka. Universitatea deține și o grădină botanică bogată, cu o suprafață de aproximativ 3,5 hectare. Aceasta există încă din 1887. Universitatea mai are una dintre cele mai bogate colecții de carte - o bibliotecă științifică cu un fond de aproape 2,8 milioane de exemplare, o editură a ChNU „Ruta”, un complex sportiv, un observator geofizic, natural, geologic, muzee etnografice, un complex muzeal istoric și arhitectural, centru de informare și telecomunicații, centru de gestionare a site-ului UNESCO.

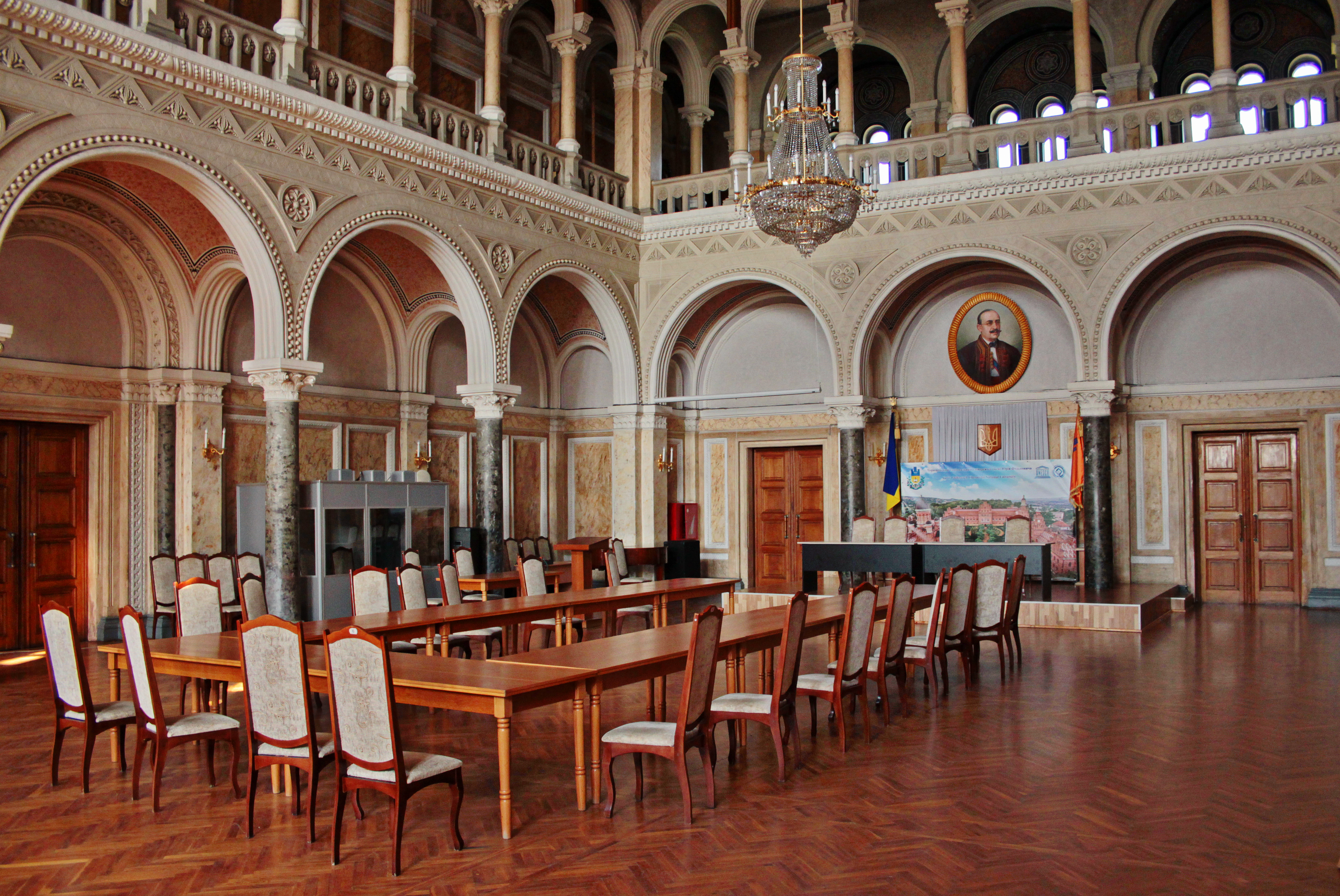
Interiorul (1)

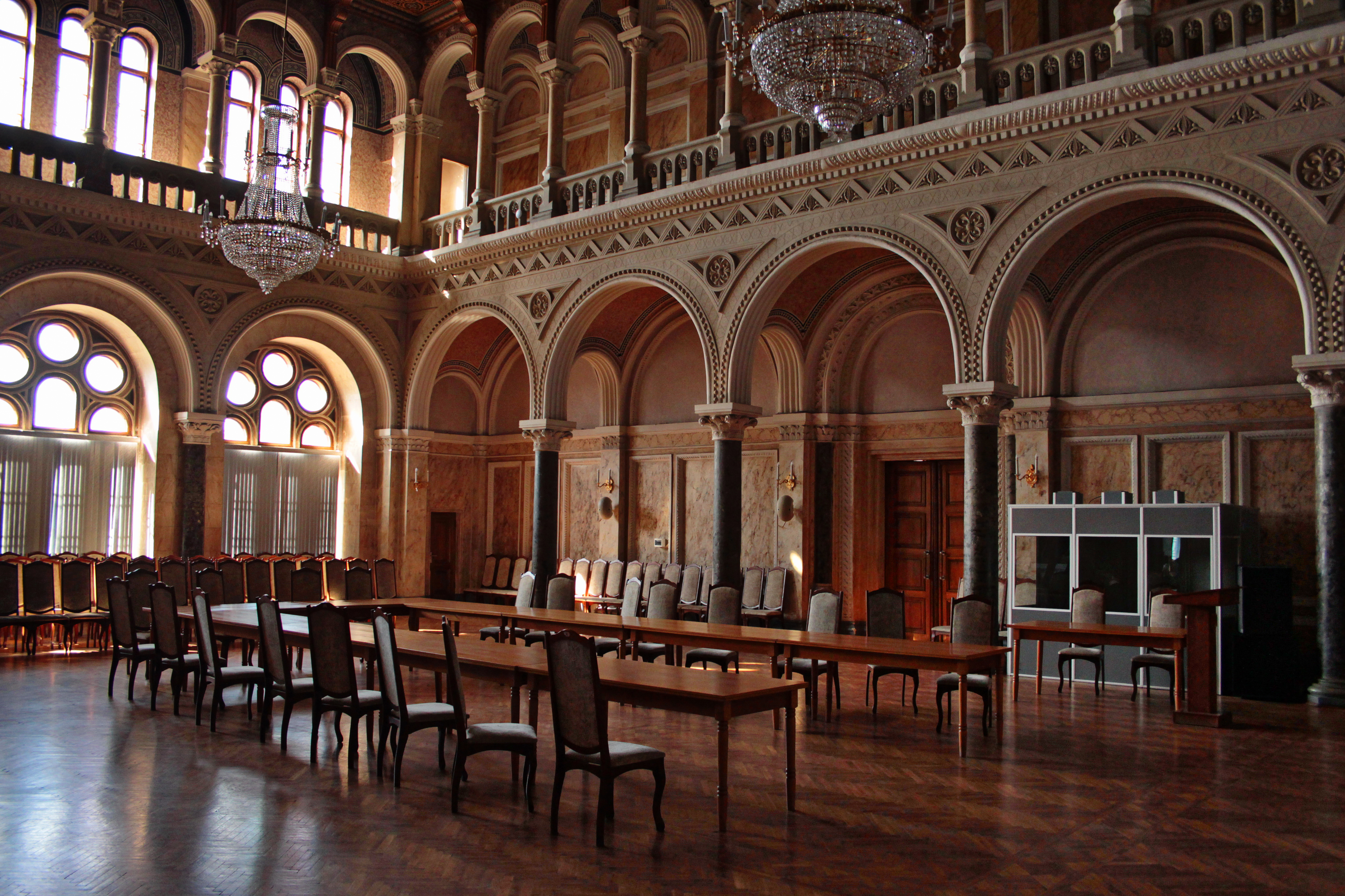
Interiorul (2)

În prezent, aici se organizează numeroase evenimente artistice și culturale, precum concursuri de recitare și de compunere de poezii (care se organizează, de obicei, la 9 și 10 martie, ziua de naștere, respectiv a decesului lui Taras Șevcenko, poetul național al Ucrainei), concerte de muzică clasică sau folclorică, demonstrații de teatru și de dans.
Un fapt interesant și mai puțin cunoscut este că, în anul 2019, compania austriacă care produce băuturile energizante Red Bull a filmat o reclamă în interiorul acestei universități, mesajul fiind acela că produsele lor te pot ajuta să ajungi mai repede la examene dacă ești în întârziere.

Conform clasamentului Times Higher Education, Universitatea Națională "Iuri Fedkovîci" din Cernăuți se afla în 2023 în top 1500 universități la nivel mondial. Conform clasamentului QS World University Rankings, Universitatea din Cernăuți ocupa, în același an, poziția 103 universități din Europa de Est. Un clasament ucrainean (SCOPUS) publicat în 2020 indică faptul că Universitatea Națională din Cernăuți este a 5-a cea mai performantă instituție de învățământ superior din Ucraina, fiind depășită doar de univeritățile naționale din marile orașe, Kiev, Harkov, Liov și Odesa.

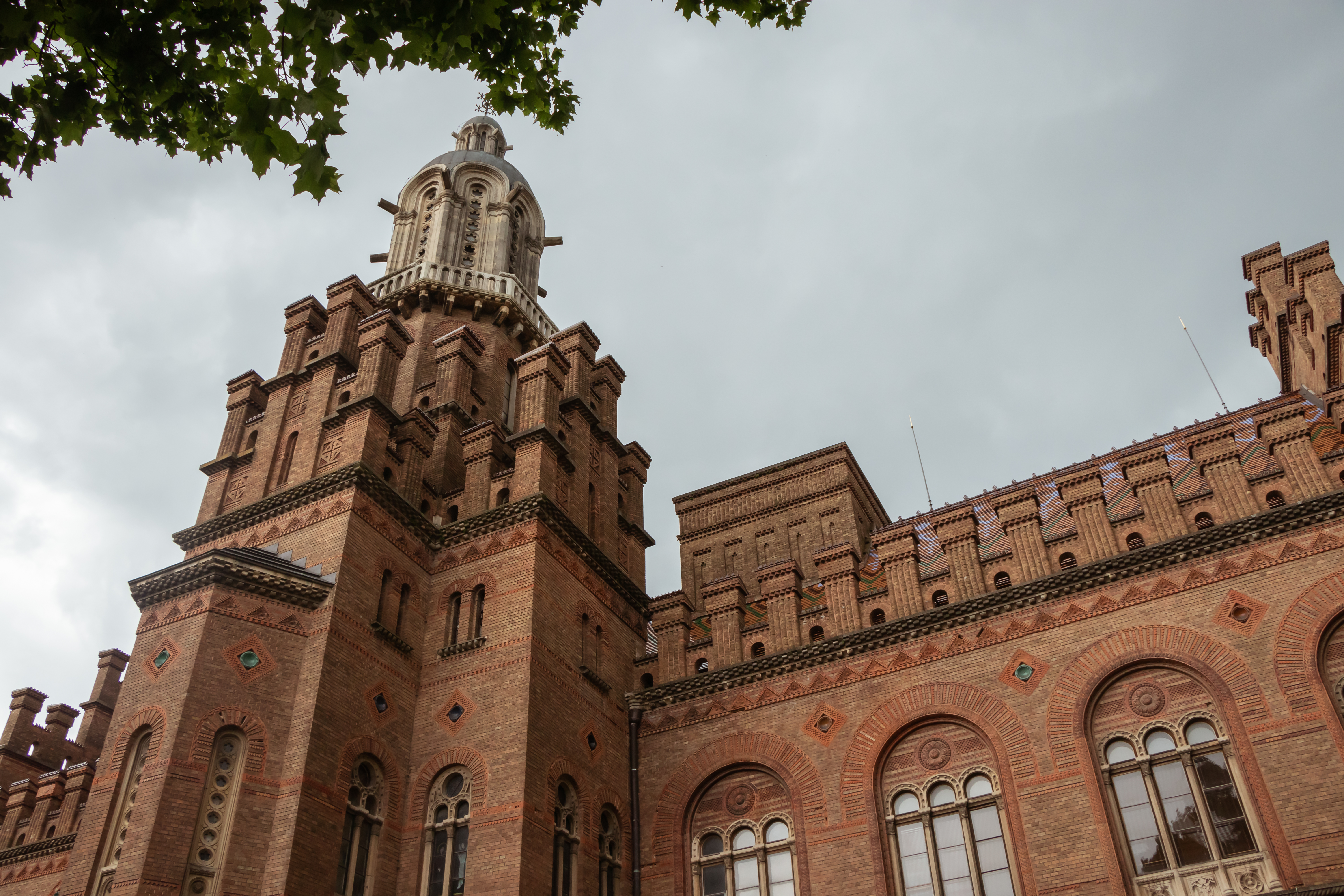
Exteriorul (1)

## Profesori notabili
Până la 1918:
- Sextil Pușcariu
- Ion G. Sbiera
- Joseph Schumpeter
- Constantin Tomașciuc (primul rector)
- Friedrich Johann Karl Becke
- Hans Hahn (membrul Cercului de la Viena)
- Anton Marty
- Georg Elias Müller
- Johannes Kromayer
- Victor Conrad
- Ștefan Smal-Stocki
- Josip Plemelj
- Oskar Lenz
- Hans Gross
- Julius Jüthner
- Isidor Vorobchievici
- Walther Judeich
- Ernst Kalinka
- Franz von Juraschek
- Alexander Georg Supan
- Robert J. Lendlmayer von Lendenfeld
- Alois Handl
- Max von Waldberg
- Josef Geitler von Armingen
- Silvestru Morariu Andrievici
- Karl Penecke
- Friedrich Kleinwächter
- Franz Exner
- Vladimir de Repta
- Caesar Pomeranz (rector)
- Michael Radaković
- Osîp Makovei
- Emilian Voiutschi (rector)
- Isidor Onciul
- Friedrich Schuler von Libloy (rector)
- Eugen Herzog (a activat și după 1918)
- Leon Kellner
- Vitus Graber
- Isidor Hilberg
- Matthias Friedwagner
- Vasile Mitrofanovici (rector)
- Eugen Kozak (rector)
- Richard Pribram
- Carl Siegel
- Alois Goldbacher
- Leopold Gegenbauer
- Gustav Adolf Gerhard
- Ferdinand von Zieglauer (rector)
- Vasile Găină
- Moriz Vlassak
- Vladimir Milkowicz
- Richard Wahle
- Emil Kałużniacki
- Johann Wrobel (rector)
- Theodor Gartner

De menționat este faptul că fizicianul Erwin Schrödinger, laureat al Premiului Nobel pentru fizică, a încercat să obțină un post de profesor asociat la această universitate 
După 1918:

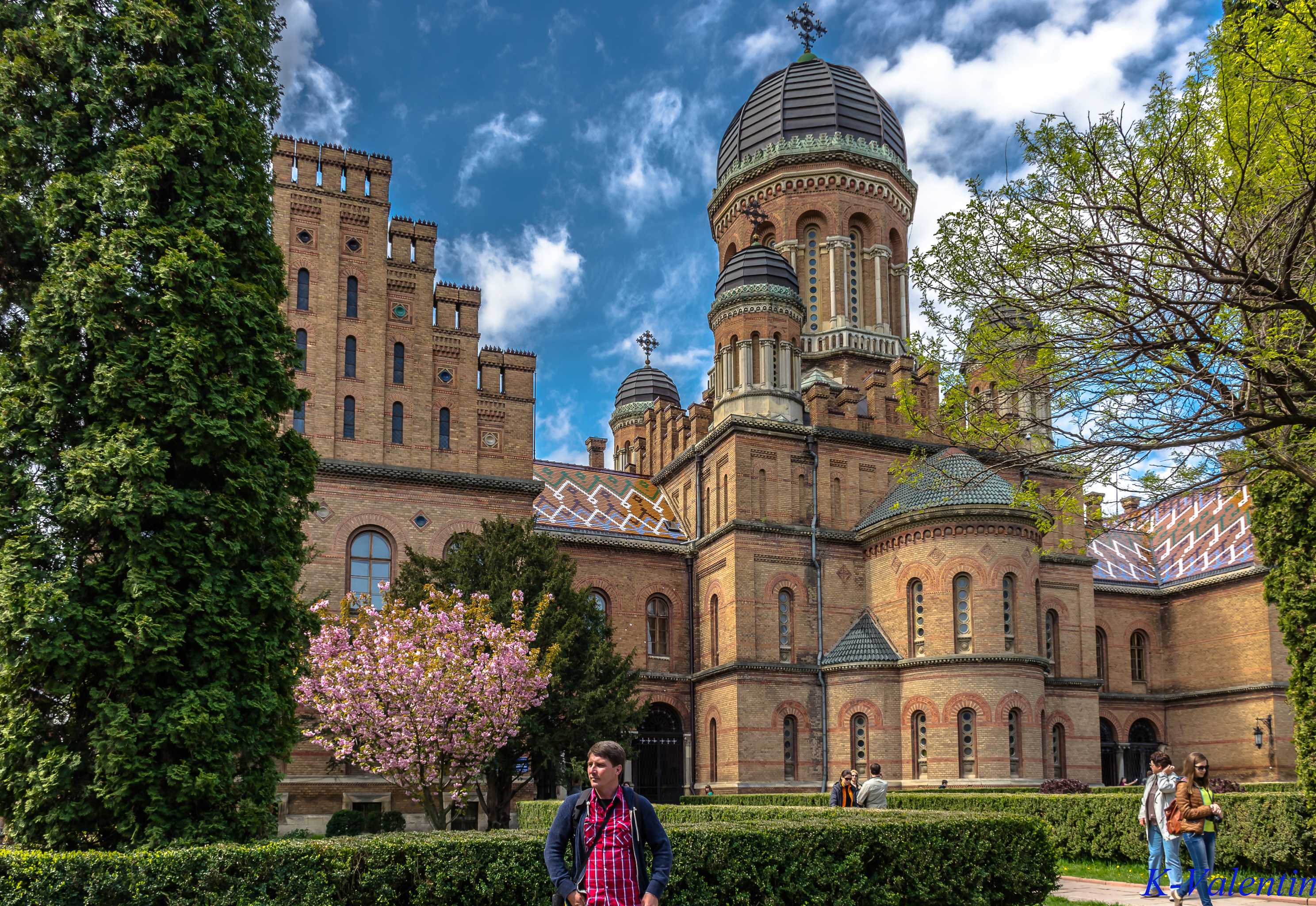
Facultatea de Teologie și Biserica "Sfinții Trei Ierarhi" – protectorii învățământului teologic. Este o biserică-seminar, piatra de temelie pentru zidirea acesteia a fost pusă de episcopul Eugenie Hacman(vedere din exterior)

- Ion Nistor (profesor și înainte de 1918)
- Constantin Rădulescu-Motru (a fost președintele Comisiei pentru regulamentarea situației profesorilor refugiați ai fostei Universități Caroline)
- Grigore Nandriș
- Nikolai Bogoliubov (perioada sovietică) [70]
- Alexandru Tzigara-Samurcaș
- Simion Stoilov
- Raimund Friedrich Kaindl (a activat și înainte de 1918, servind și în calitate de rector)
- Traian Brăileanu
- Constantin Narly
- Miron Nicolescu
- Sever Pop
- Traian Chelariu
- Constantin I. Brătescu
- Alexandru Vitencu
- Dragoș Protopopescu
- Dimitrie Mangeron
- Constantin Pârvulescu (astronom)
- Tiberiu Popoviciu
- Eugen Bădărău
- Gheorghe Vrănceanu
- Alexandru Leca Morariu
- Teodor Bălan
- Vasile Gherasim
- Orest Bucevschi

## Studenți notabili
- Paul Celan
- Ivan Franko
- Hermann Bahr
- Rose Ausländer
- Arseni Iațeniuk
- Ciprian Porumbescu (a absolvit facultatea de teologie pe care s-a construit universitatea ca atare și a urmat cursuri de filosofie după înființarea acesteia) [71]
- Radu Grigorovici
- Wojciech Rubinowicz
- Onufrie Berezovski
- Chiril Konstantinov, patriarhul Bisericii Ortodoxe Bulgare
- Constantin Noica (nu s-a înscris la această universitate, însă în 1943 a fost invitat de mitropolitul Tit Simedrea să conferențieze și să mediteze alături de alți oameni de cultură asupra misticii creștine aici) [72]
- Gala Galaction
- Dumitru Stăniloae
- Dimitrie Onciul
- Gheorghe I. Brătianu
- Interiorul (1)Eusebie Mendicevschi
- Sofia Rotaru
- Simion Florea Marian
- Grigore Vasiliu Birlic
- Constantin Nicolae de Hurmuzaki
- Alexandru de Hurmuzaki
- Nazari Iaremciuc
- Benno Straucher
- Traian Popovici
- Gheorghe Wassilko de Serecki
- Alexandru Wassiliko de Serecki
- Nicolae Bălan
- Silviu Dragomir
- Alexe Procopovici
- Nicolae Dobrescu
- Nectarie Cotlarciuc

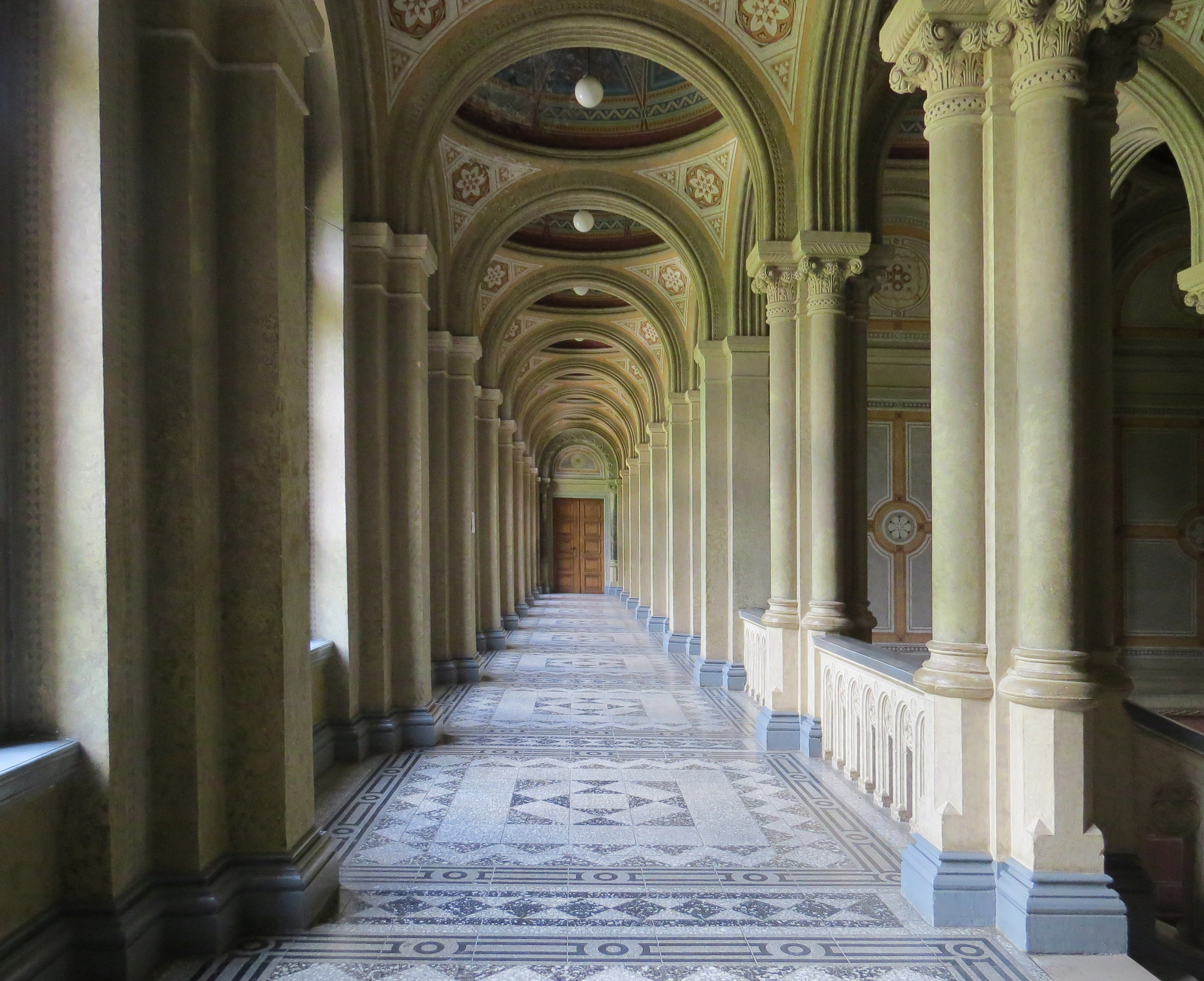
Interiorul (1)

- Sfântul Sfințit Mucenic Petar Zimonjić
- Edward Bibring
- Ion Grămadă
- Dimitrie Dan
- Vasile Grigorcea
- Erast Tarangul
- David Kaușanski
- Boris Trahtenbrot
- Tudor cavaler de Flondor
- Nicu baron de Flondor
- Casian Bohatireț
- Avram Imbroane
- Gheorghe Popovici
- Vasile Grecu
- Oleksandr Kolessa
- Alfred Gong
- Anton Keschmann
- Alfred Margul-Sperber
- Eusebiu Popovici
- Conon Arămescu-Donici
- Maximilien Rubel
- Petro Rychlo (a fost și profesor)
- Józef Teodorowicz
- Roman Bronfman
- Pimen Georgescu
- Antim, mitropolit de Loveci
- Herman Diamand
- Dimitrie Tușinschi
- Interiorul (2)Maria Matios
- Ion Buzdugan
- Less Martovych
- Andrei Magieru
- Nicolae de Wassilko
- Victor Wassiliko de Serecki
- Alexandrina Cernov
- Oleksandr Șevcenko
- Iulian Kobîleanski
- Atanasie Nasta
- Ludwig Kleinwächter
- Immanuel Weissglas
- Dmytro Sahul
- Volodymyr Dobrianskyi
- Florea Lupu

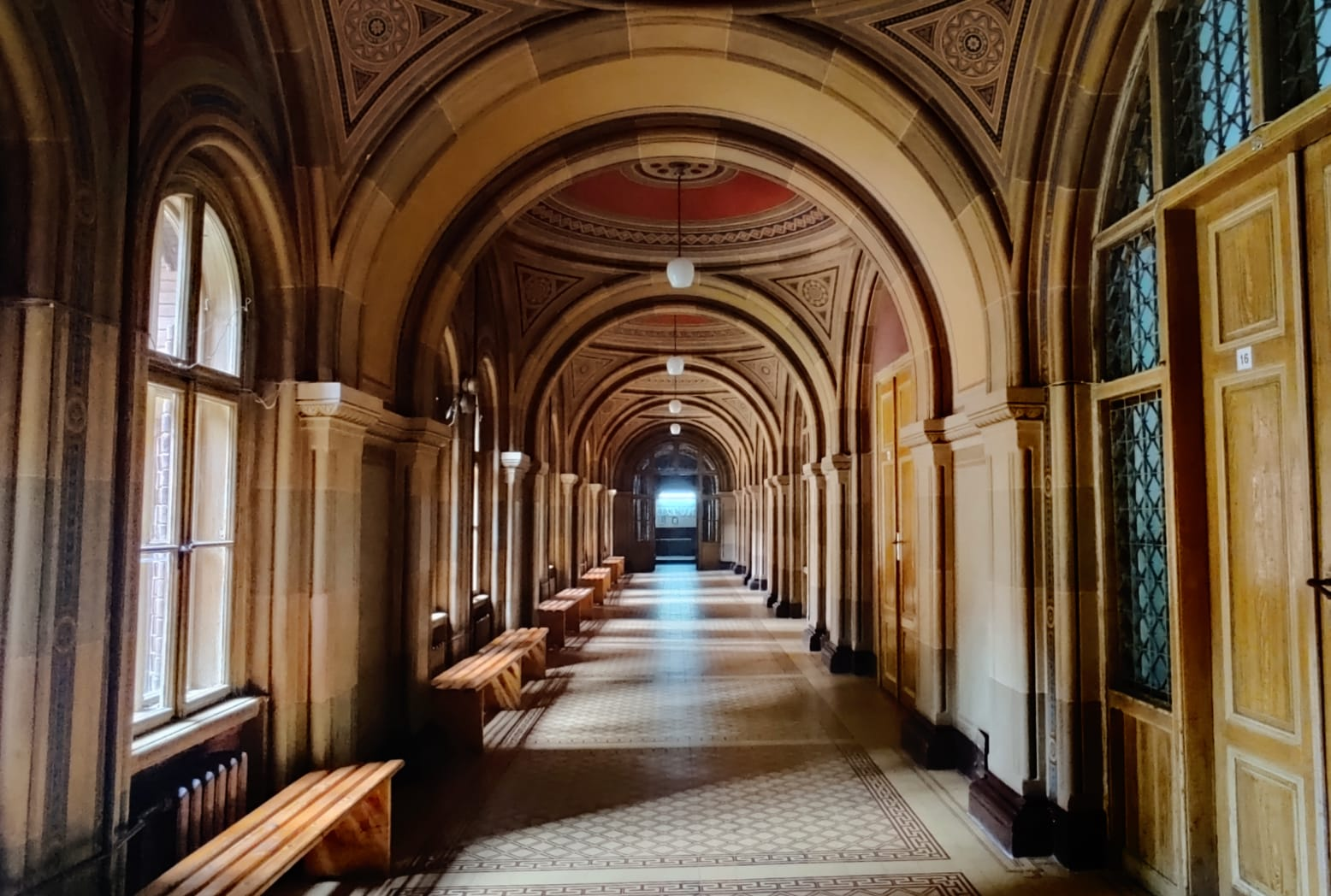
Interiorul (2)

- Ipolit Vorobchievici „Rădăuțeanul"
- Denis Luchianovici
- Igor Pomerantsev
- Ramil Portnoi
- Iulian Vesper
- Yehuda Shaari
- Salo Weisselberger
- Vasile Suceveanu
- Galaction Cordun
- Mihailo Ivasiuc (a fost și profesor)
- Osip Buracinski
- Nicolae Bilețchi
- Elizaveta Zarubina
- Sfântul Mucenic Liviu Galaction de la Cluj

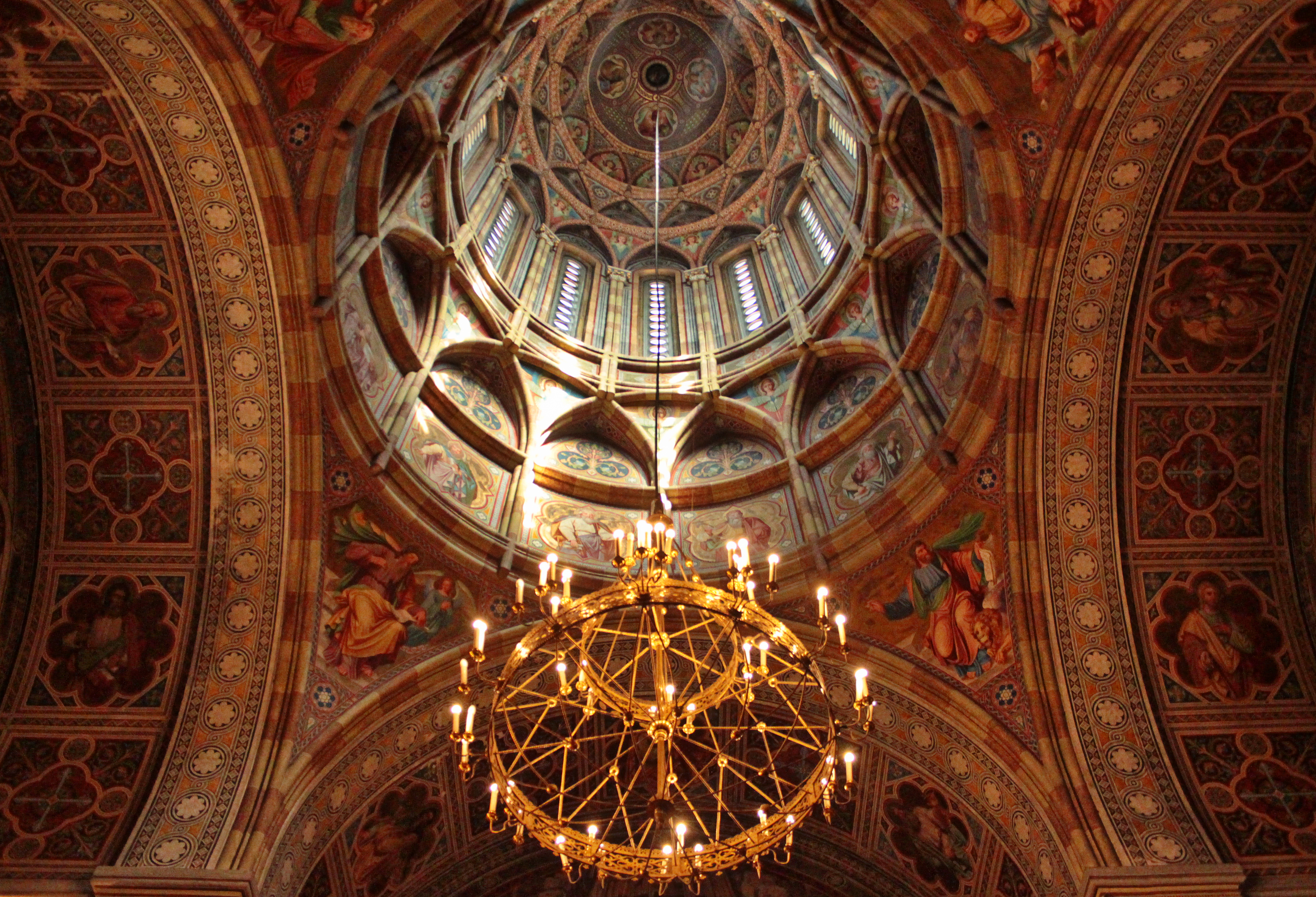
Cupola Bisericii "Sfinții Trei Ierarhi" (vedere din interior)

- George Acsinteanu
- Ștefan PuriciCupola Bisericii "Sfinții Trei Ierarhi" (vedere din interior)

## Rectori aiRegatului român
- Vasile Tarnavschi (1918-1920)
- Ion Nistor (1920-1921, 1933-1940)
- Maximilian Hacman (1921-1922)
- Eugen C. Botezat (1922-1923)
- Valerian Șeșan (1923-1925, 1928-1930)
- Romulus Cândea (1925-1926)
- George Drăgănescu (1926-1927)
- Nicolae Cotos (1927-1928)
- Constantin Isopescu-Grecul (1930-1933)